# 파리 시청사
파리 시청사(프랑스어: Hôtel de Ville 오텔드빌[*])는 프랑스 파리의 시청이다. 파리 4구의 오텔드빌 광장 (시청 광장)에 위치해 있으며, 북쪽 방면으로 리볼리가와 접한다.
1357년 파리의 시청사 부지로 처음 사용된 이래 두어 차례 증축과 재건을 거친 건물로, 오늘날 외관에 해당되는 남쪽동은 1535년~1551년 국왕 프랑수아 1세의 명으로, 북쪽동은 1605년~1628년 앙리 4세와 루이 8세 대에 걸쳐 준공되었다.
1871년 5월 파리 코뮌 사태의 마지막 시기였던 피의 주간 (Semaine sanglante) 당시 시청에 화재가 발생하면서 건물 자체와 내부에 있던 공문서도 한꺼번에 소실되었다. 이후 1874년부터 1882년까지 재건 공사에 들어가 원래의 외형을 따르되 규모는 더욱 커진 상태로 지어졌으나 내부는 비교적 변형된 모습이 되었다.
행정관리와 민원접수 등 시청 본연의 기능 뿐만 아니라 지역 의회인 파리 시의회의 의사당으로 사용되고 있으며, 1977년부터 파리 시장과 시장실도 이곳에 위치해 있다. 1975년 프랑스 정부로부터 역사기념물로 지정되었다.

## 역사

### 중세

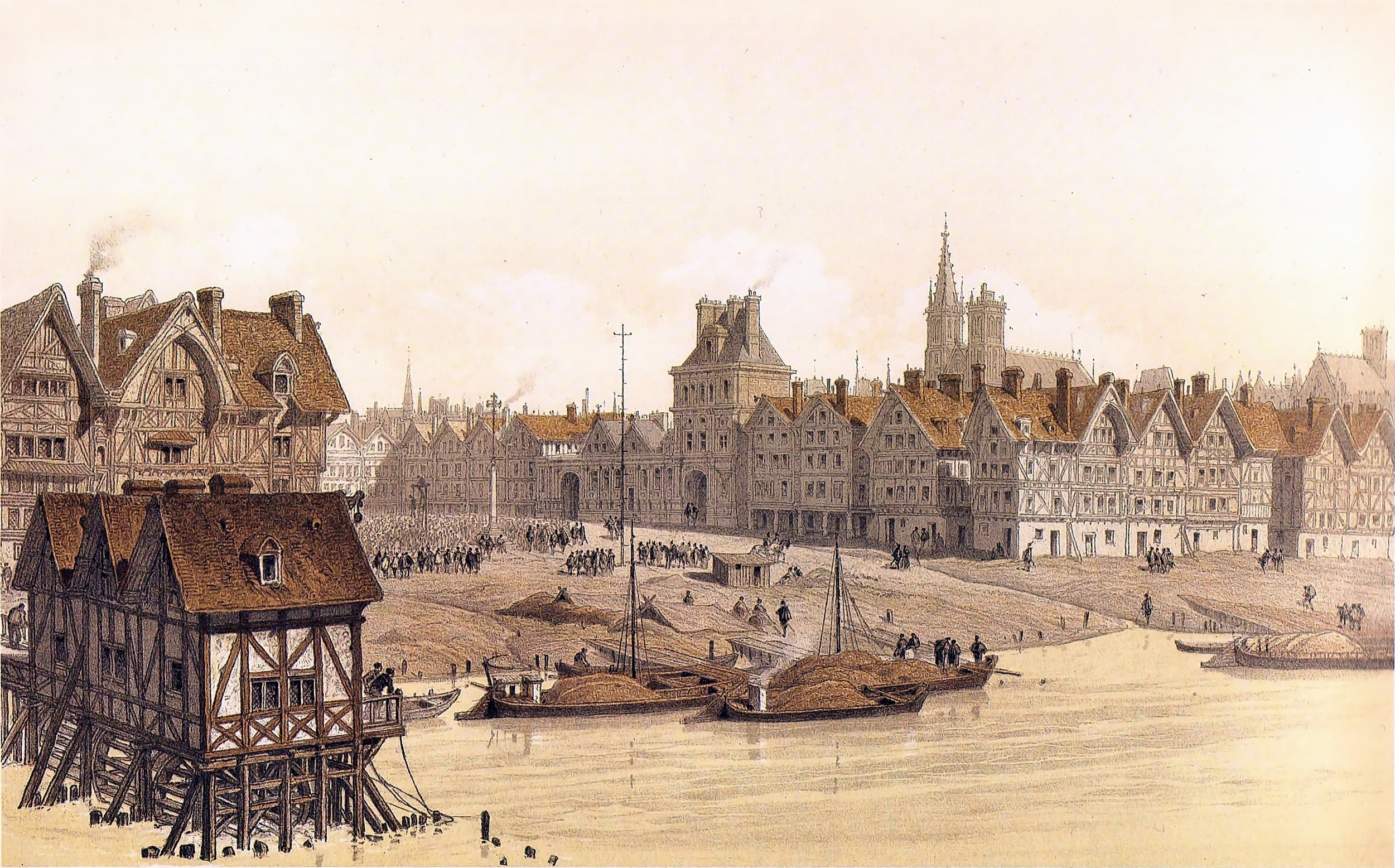
1583년 당시 파리 시청사의 부지 일대를 재현해 그린 시어도어 조셉 휴버트 호프바우어의 판화 (1885년)

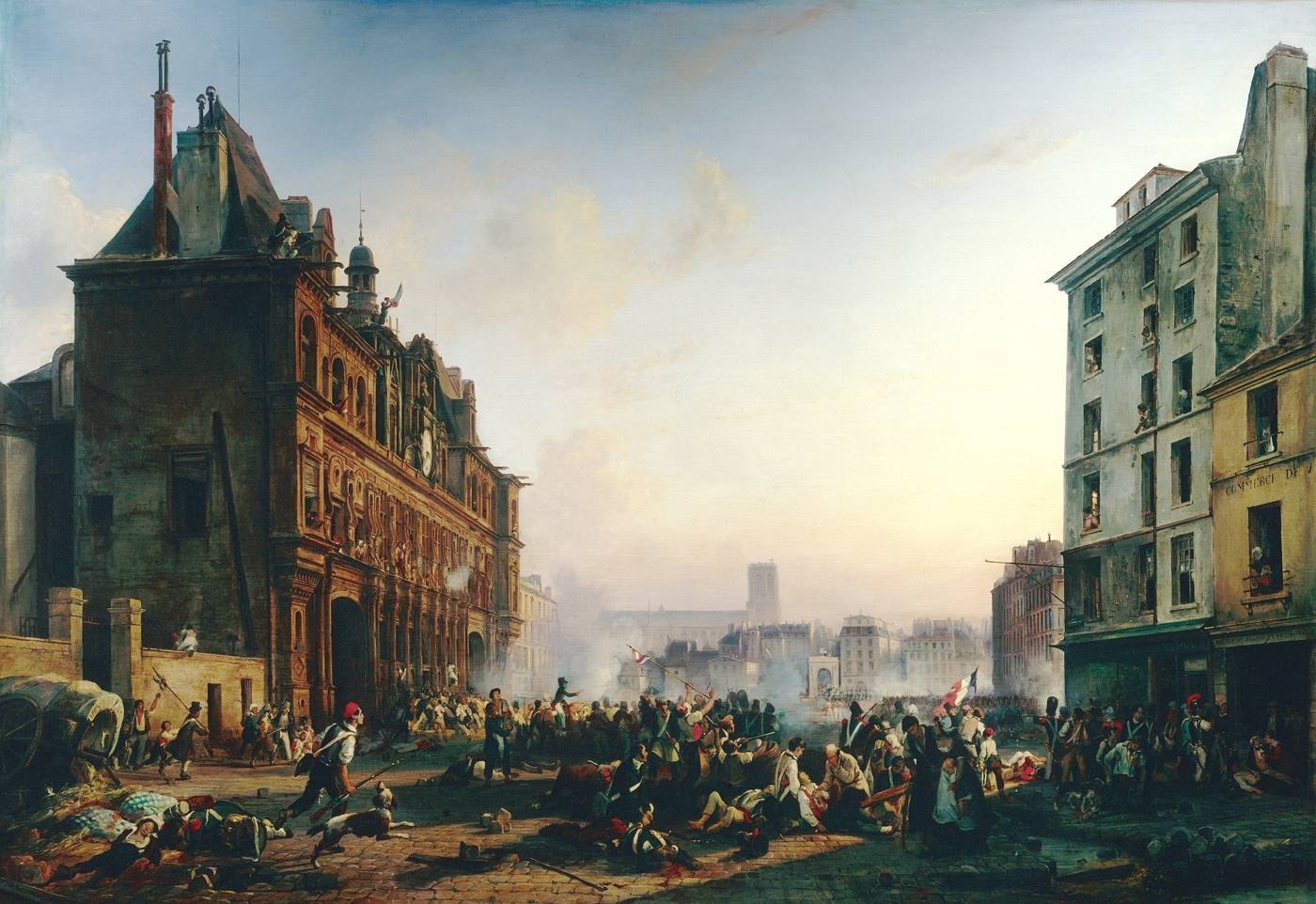
7월 혁명 당시 파리 시청의 모습을 그린 조제프 봄의 그림. 그림 왼편에 있는 건물이 파리 시청으로, 본관 양쪽의 2동이 지어지기 전의 모습이다.

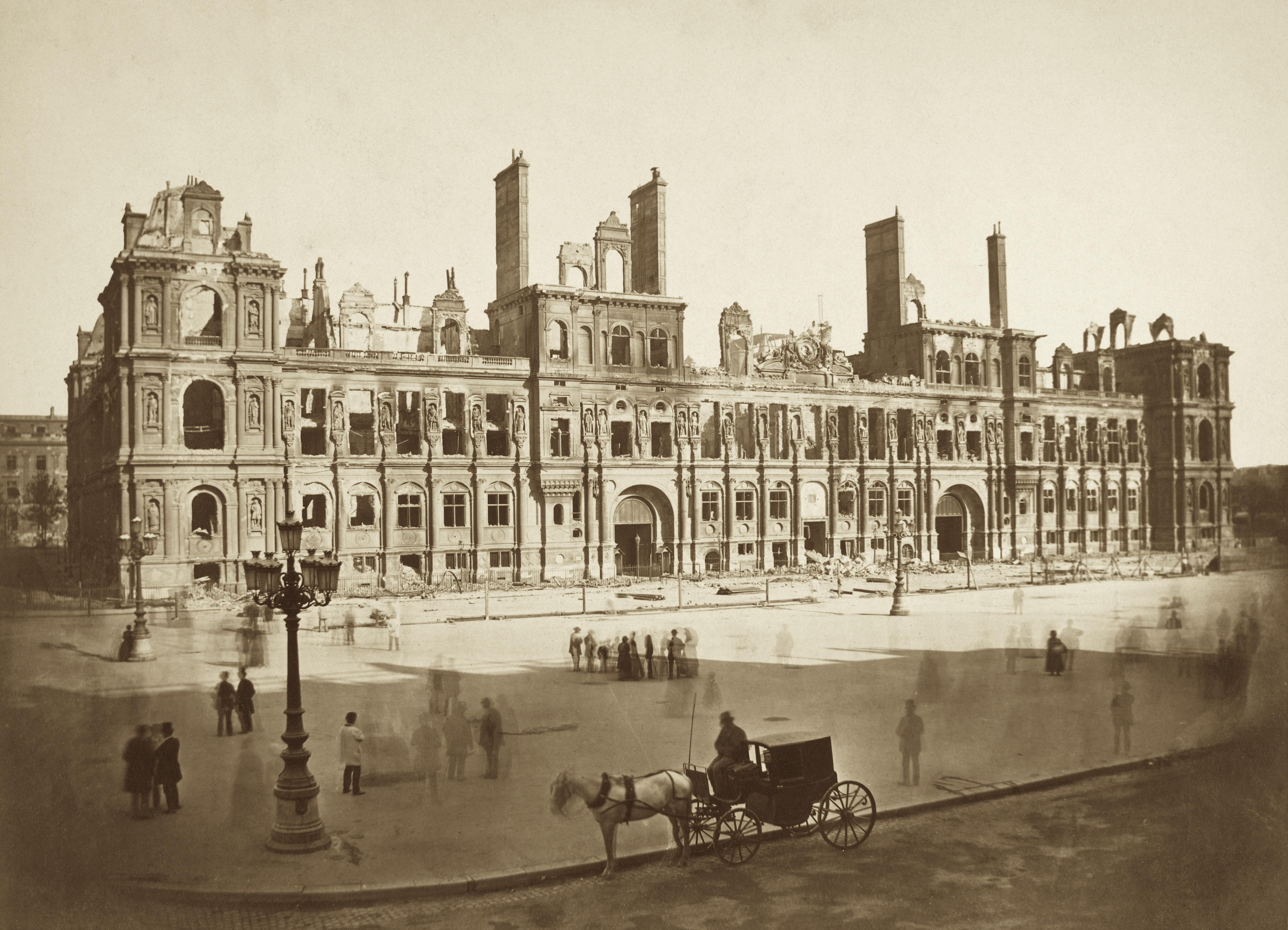
파리 코뮌 사태 직후의 시청사

오늘날 파리 시청사가 들어선 부지는 원래 센강변의 완만한 지형을 따라 지어진 항구로서 밀과 목재를 하역하는 곳으로 사용되었는데, 이를 '메종 오 필리에르' (Maison aux piliers, 기둥의 집)이라고 불렀다.
1357년 7월 파리의 상인시장이었던 에티엔 마르셀이 메종 오 필리에르를 시 차원에서 매입하여 광장을 조성하였다. 이른바 '그레브 광장' (Place de Grève)라 불렸던 이 공간은 시민들이 왕래하는 곳이자 공개처형식이 벌어지는 곳으로 쓰였다. 파리시의 시청사를 이곳에 마련한 것도 이 때의 일로, 이전에는 샤틀레 인근의 '파를루아르 오 부르주아' (Parloir aux bourgeois, 도시민의 담화실)라는 건물을 시청사로 사용하였다.
1533년 프랑스 국왕 프랑수아 1세는 유럽은 물론 기독교 국가 가운데서도 가장 큰 도시였던 파리시의 위상에 걸맞은 시청사를 건설하라는 명령을 내렸다. 당시 프랑수아 1세가 임명한 건축가는 두 명이었는데 하나는 이탈리아 출신의 도미니크 드 코르토네, 다른 하나는 프랑스인 피에르 샹비주였다. 두 사람은 기존 시청사 건물로 쓰이던 메종 오 필리에르를 철거하고, 높고 널찍한 규모와 르네상스 양식에 충실한 세련된 양식을 자랑하는 설계도를 내놓았다. 1551년에는 전체 건물 가운데 남쪽 부분만 완공되었으며 전체 건물이 완공된 것은 1628년 루이 13세 대에 이르러서였다.

### 근대
1789년 프랑스 혁명을 거치면서 여러 사건의 무대가 되었으며, 특히 1789년 7월 14일 최후의 파리 상인시장이었던 자크 드 플레셀이 성난 군중에 살해당하는가 하면, 1794년 7월 27일에는 막시밀리앵 드 로베스피에르가 쿠데타 후 자살을 시도하다 추종자들과 함께 극적으로 체포되기도 하였다. 다만 이 시기에는 건물 자체에 아무런 변화 없이 제 모습을 간직하였다.
1807년 시청사와 인근 막사를 잇는 지하터널이 개통되었는데 이는 후술할 파리 코뮌 사태에서 시청사 내부의 인원들이 대피하는 통로로 활용되기도 했다. 1835년에는 파리 일대의 센주를 관장하는 주지사였던 클로드필리베르 바르틀로의 주도로 증축 공사가 이루어져, 본관 건물에 두 동을 추가로 건설하고 갤러리로 외관부와 이으면서 주정부의 업무공간을 확충하였다. 당시 증축공사의 설계를 맡았던 건축가는 에티엔이폴리트 고드와 장바프티스트 레쥐외르였다.
1870년 프로이센-프랑스 전쟁 당시 파리 시청사는 여러 정치적 사건의 무대가 되었으며, 9월 4일에는 레옹 강베타의 제정 폐지 및 공화정 수립 선언이 이곳에서 이루어졌다. 그해 10월 30일 극도의 혼란 속에서 파리 코뮌의 혁명가들이 시청사로 침입해 국방부 인사들을 억류하고 코뮌정부 수립을 거듭 요구하였다. 나머지 정부 인사들은 지하터널을 통해 외부로 탈출하였다.
1871년 1월 23일 프로이센에 항복한다는 소문을 듣고 분노한 군중들이 시청사 밖에 모여 시위를 벌이자 건물에 상주해 있던 군인들이 발포하여 사상자가 다수 발생했다. 이후 1871년 5월 정부군이 진군해오면서 패배를 직감한 혁명세력은 여타 정부청사와 함께 파리 시청사에 불을 질렀다. 이때의 방화로 건물이 파괴되고 내부에 보관되어 있던 행정문서들이 소실되는 피해를 낳았다.

### 현대

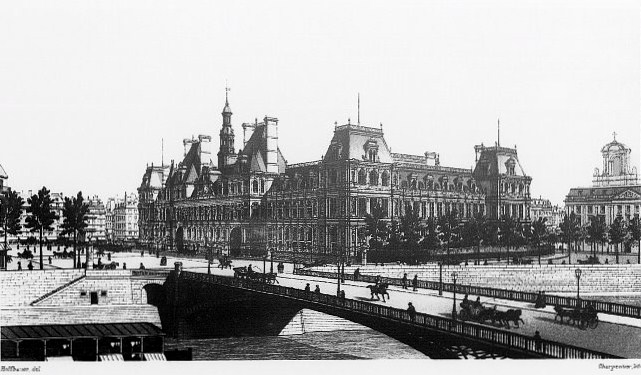
1890년대 재건 직후의 파리 시청사. 옛 시청사가 간직하고 있던 프랑스 르네상스 건축양식을 따랐다.

1873년 폐허가 되어버린 건물을 철거하고 1892년까지 19년 동안 재건 공사를 거쳐 완공하였다. 이후로도 파리 시청사는 여러 역사적 사건과 행사의 무대로 남게 되었다. 1944년 8월 25일에는 제2차 세계 대전 당시 샤를 드 골 장군이 파리 해방을 기념하여 시청사로 모여든 군중을 대상으로 축하 연설에 나섰다.
2000년대에는 사회당 성향의 첫 동성애자 시장인 베르트랑 들라노에가 범도시적 차원의 야간축제인 '뉘 블랑슈' (Nuit Blanche)를 기획 실시하는 과정에서 파리 시청의 개방을 추진하였다. 들라노에 시장은 2002년 10월 시청사 첫 개방 행사에 참석하였다가 괴한에게 칼을 찔리는 사건이 벌어졌다. 그러나 피습 이후로도 시장 관저를 시공무원 자녀들을 위한 탁아소로 활용하는 등 탈권위 정책을 추진해 나갔다.

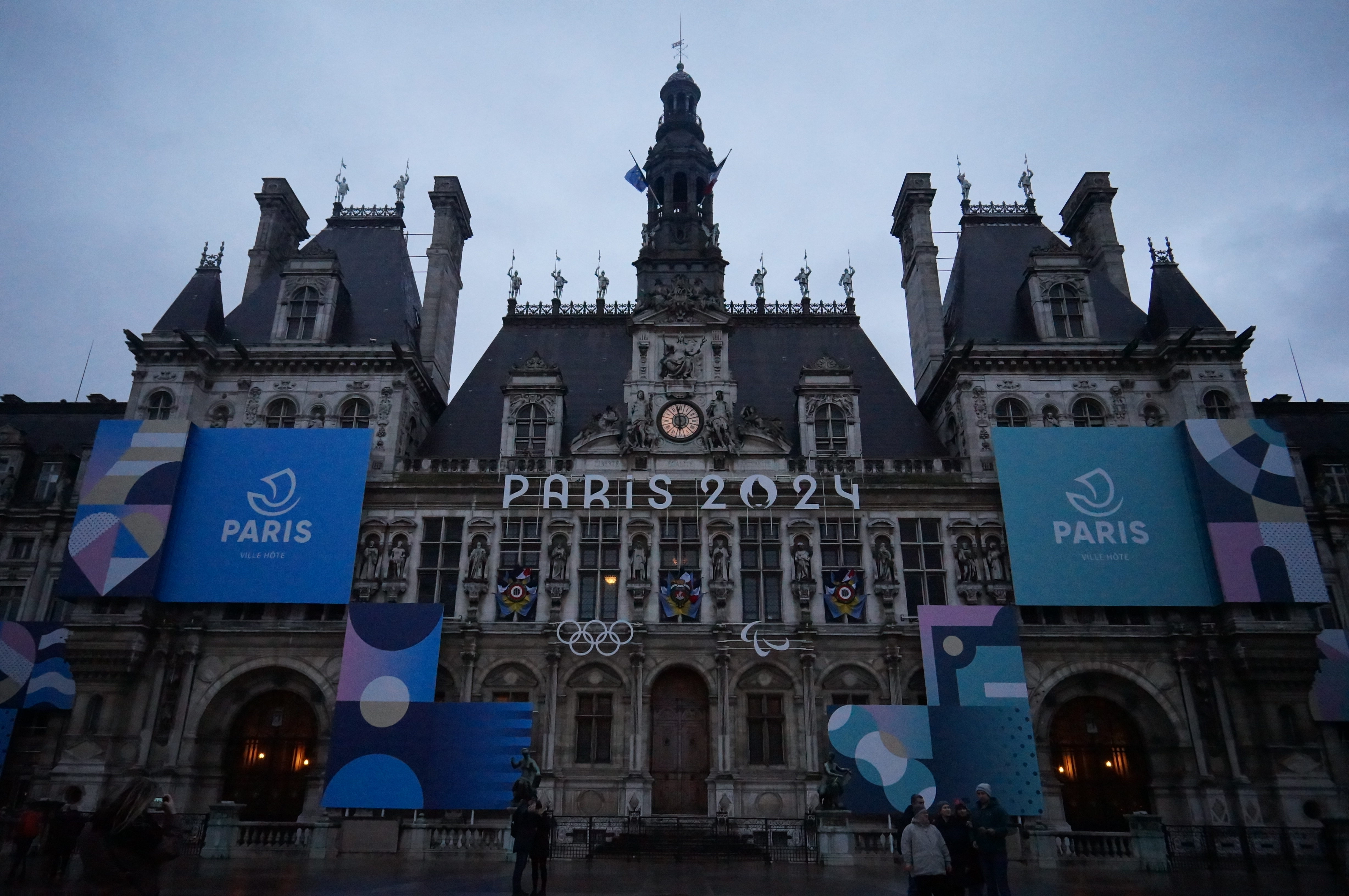
2024 하계 올림픽 당시 파리 시청

2024년 파리 올림픽 개최 당시 남자 마라톤과 여자 마라톤 경기의 코스 출발지점으로 선정되었다.

## 건축

### 내외관
지금의 파리 시청사는 1873년 재건 당시 설계공모에 당선된 테오도르 발뤼와 에두아르 드페르트의 설계도를 바탕으로 건설된 것이다. 테오도르 발뤼는 파리 시청 외에도 파리 9구에 위치한 생트트리니테 교회와 시청 서쪽 광장에 위치한 고딕 양식의 교회 종탑인 생자크탑의 설계를 맡은 전력이 있다.
두 사람의 설계는 기존 16세기 프랑스 르네상스 건축을 따라 중앙부를 재현하되, 1830년대에 건설된 양측 2동은 그 규모를 확대 증축하였으며, 건물의 최고높이는 50m에 이르게 되었다. 내부공간의 경우 옛 시청사와는 전혀 다른 공간구획을 지니게 되었으며, 1880년대 건축양식으로 화려하게 장식된 예식실을 갖추게 되었다.

건물 외관
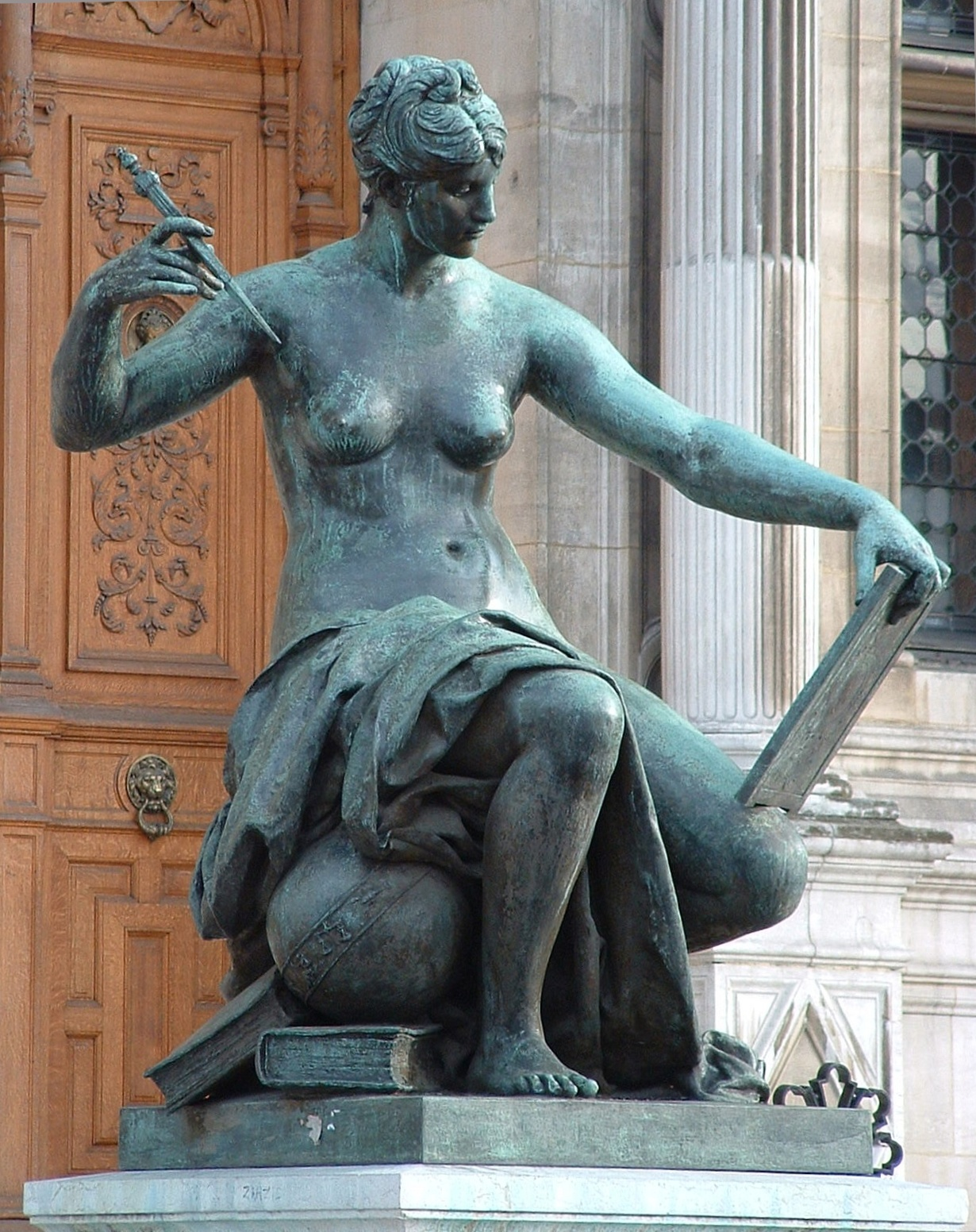
쥘 블랑샹의 〈과학〉
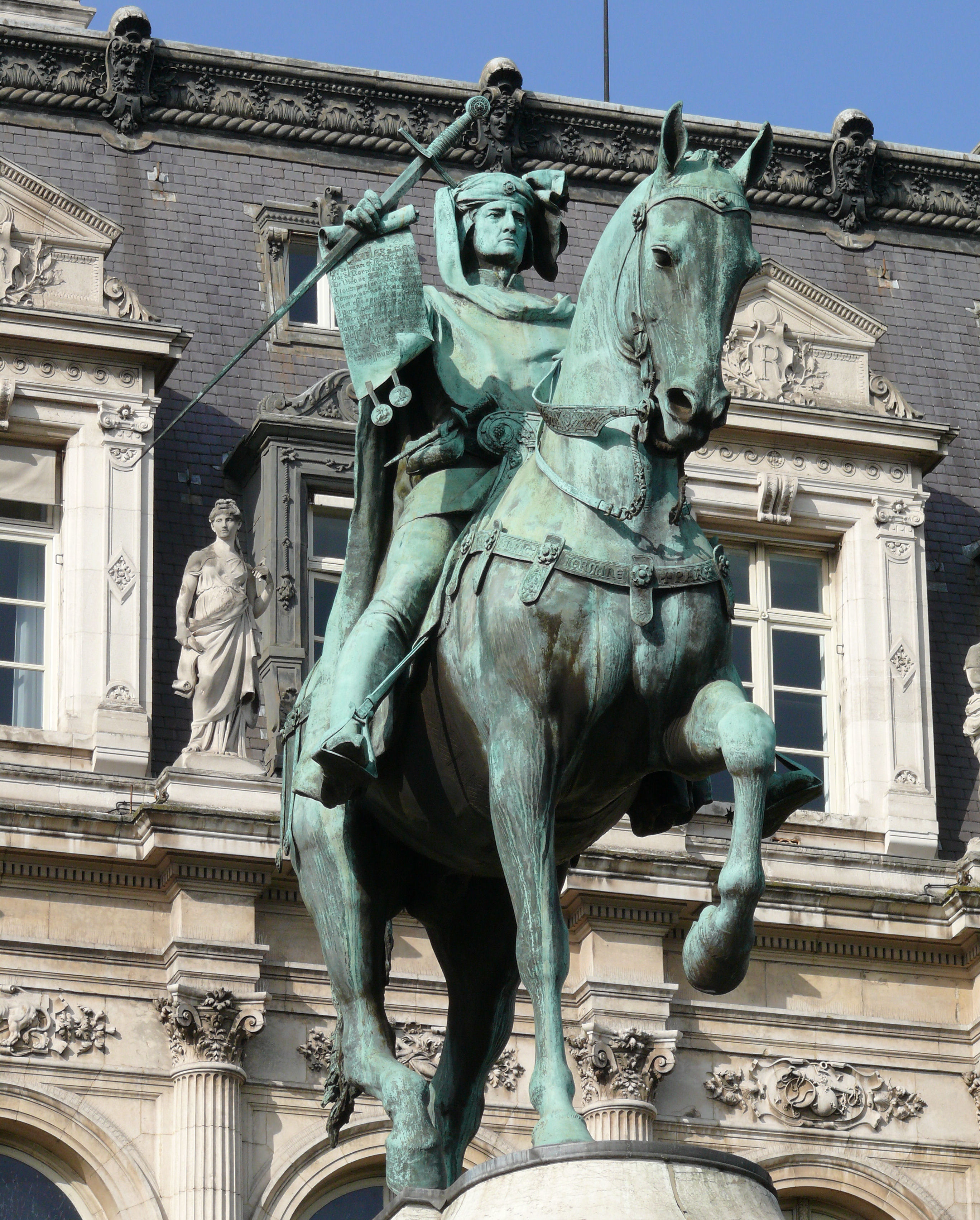
에티엔 마르셀의 동상
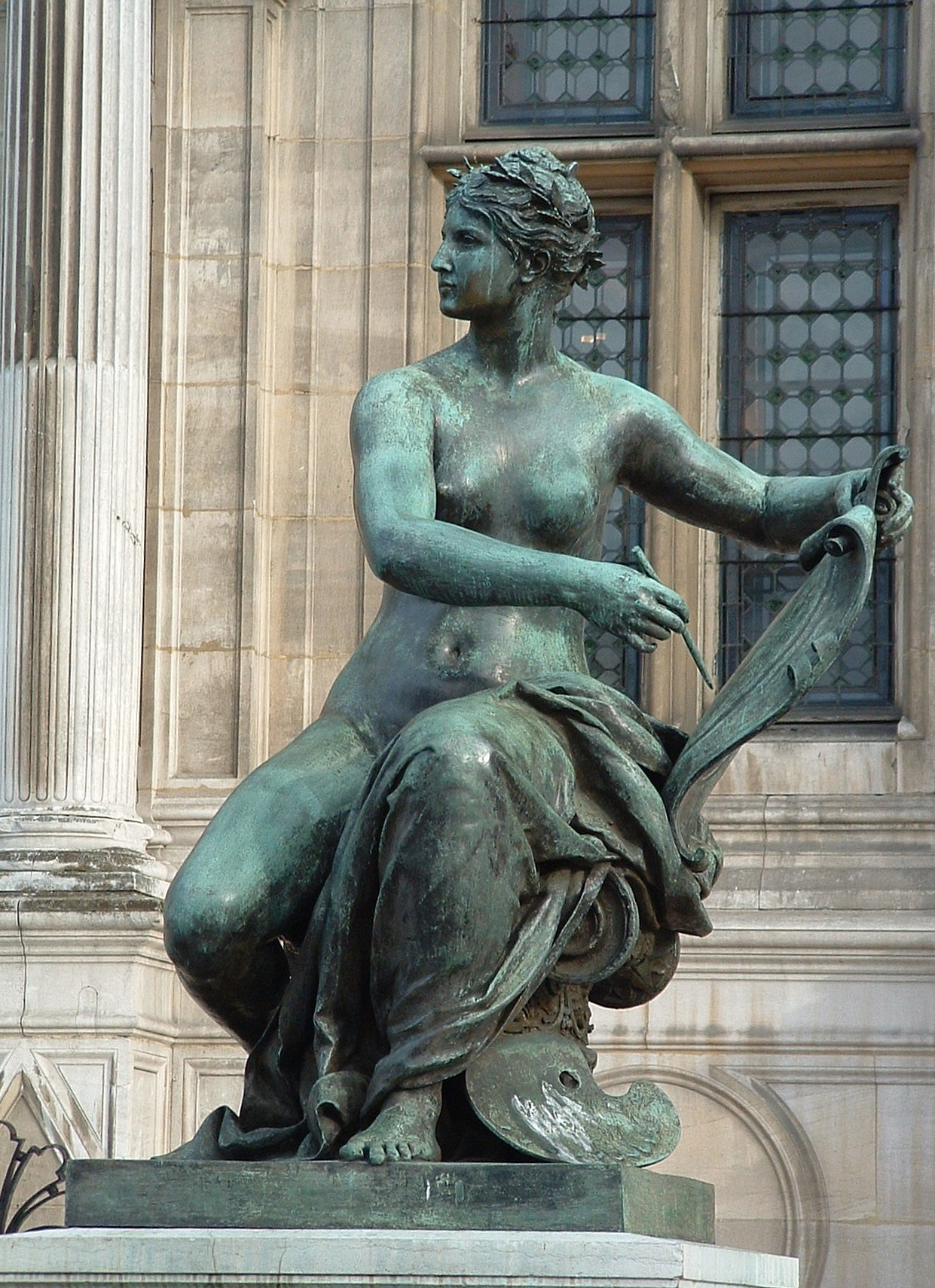
로랑 마르케스트의 〈예술〉
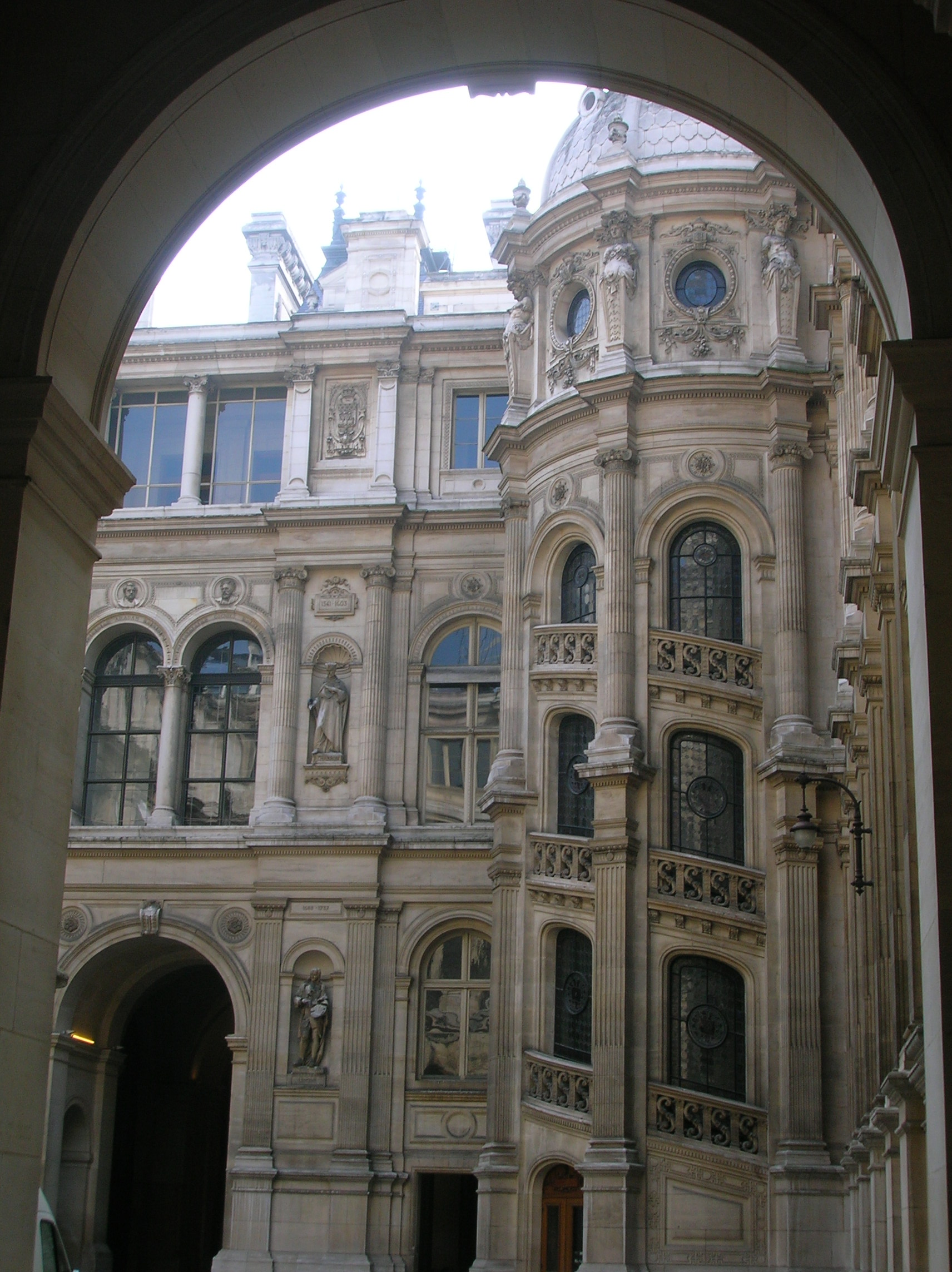
안뜰의 외관과 나선형 계단
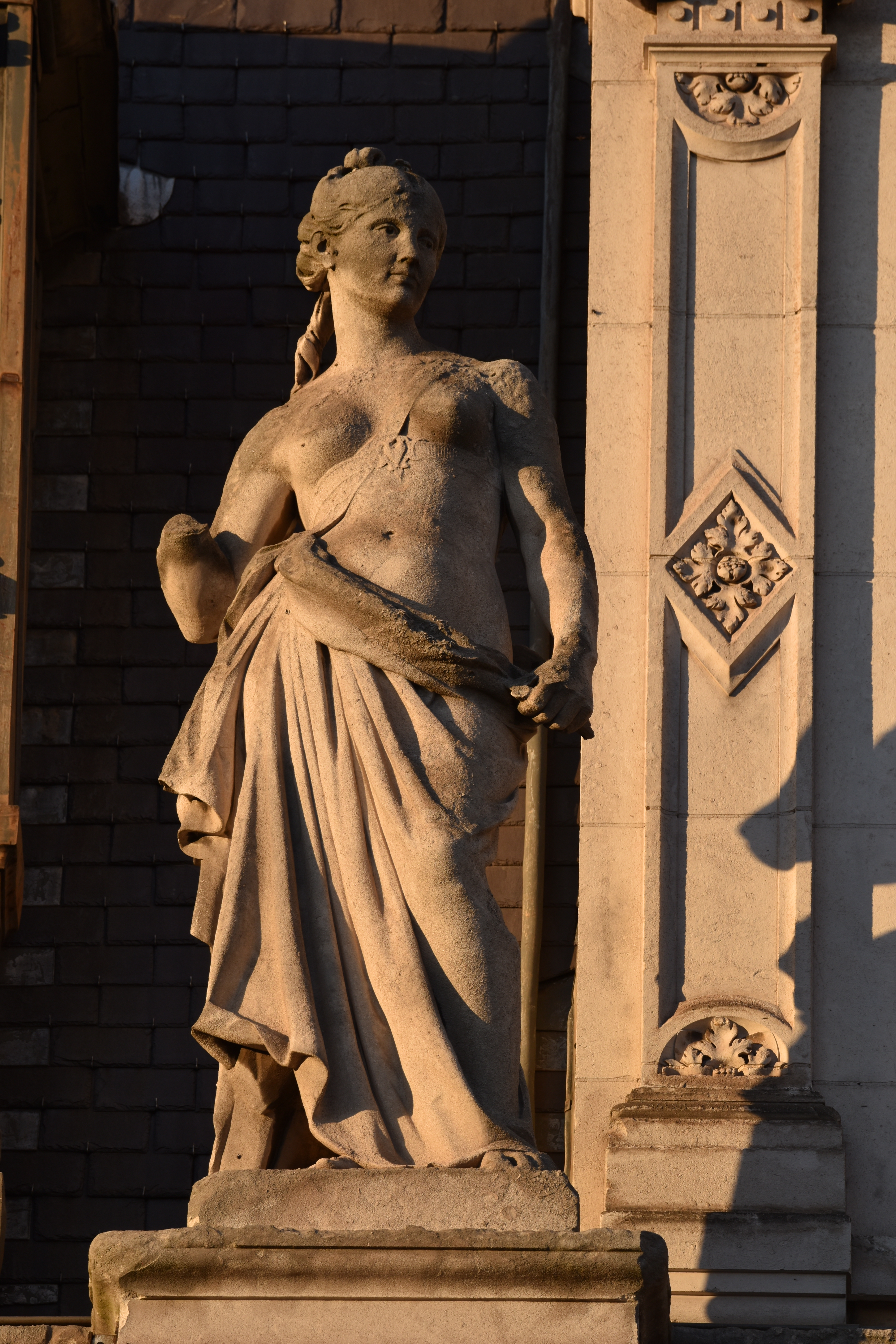
남쪽 외관을 장식한 앙리샤를 마닐리에르의 조각상

### 동상과 장식
본관 중앙부에는 시계가 달려 있으며 그 아래 중앙문에는 알레고리 동상이 설치되어 있는데, 각각 로랑 마르케스트의 《예술》과 쥘 블랑샹의《과학》이다. 이들을 비롯하여 건물 외관에는 파리 출신의 유명인 338인의 석상이 사자상, 조각상 등과 함께 설치되어 있는데 당대 조각가 230여명이 제작에 참여하였다. 여기에는 에르네스트외젠 이올, 앙리 샤퓌 등의 학자도 있었으나 가장 유명한 참여작가로는 오귀스트 로댕이 있었다. 로댕이 제작한 조각상은 18세기 수학자 장 르 롱 달랑베르의 조각상으로 1882년에 만들어졌다. 남쪽면 정원 벽에는 가장 유명한 상인시장으로 알려진 에티엔 마르셀의 동상이 설치되어 있다. 건물 내부에는 퓌비 드 샤반 등 당대 대표 화가들이 그린 벽화로 장식되어 있다.

건물 내관
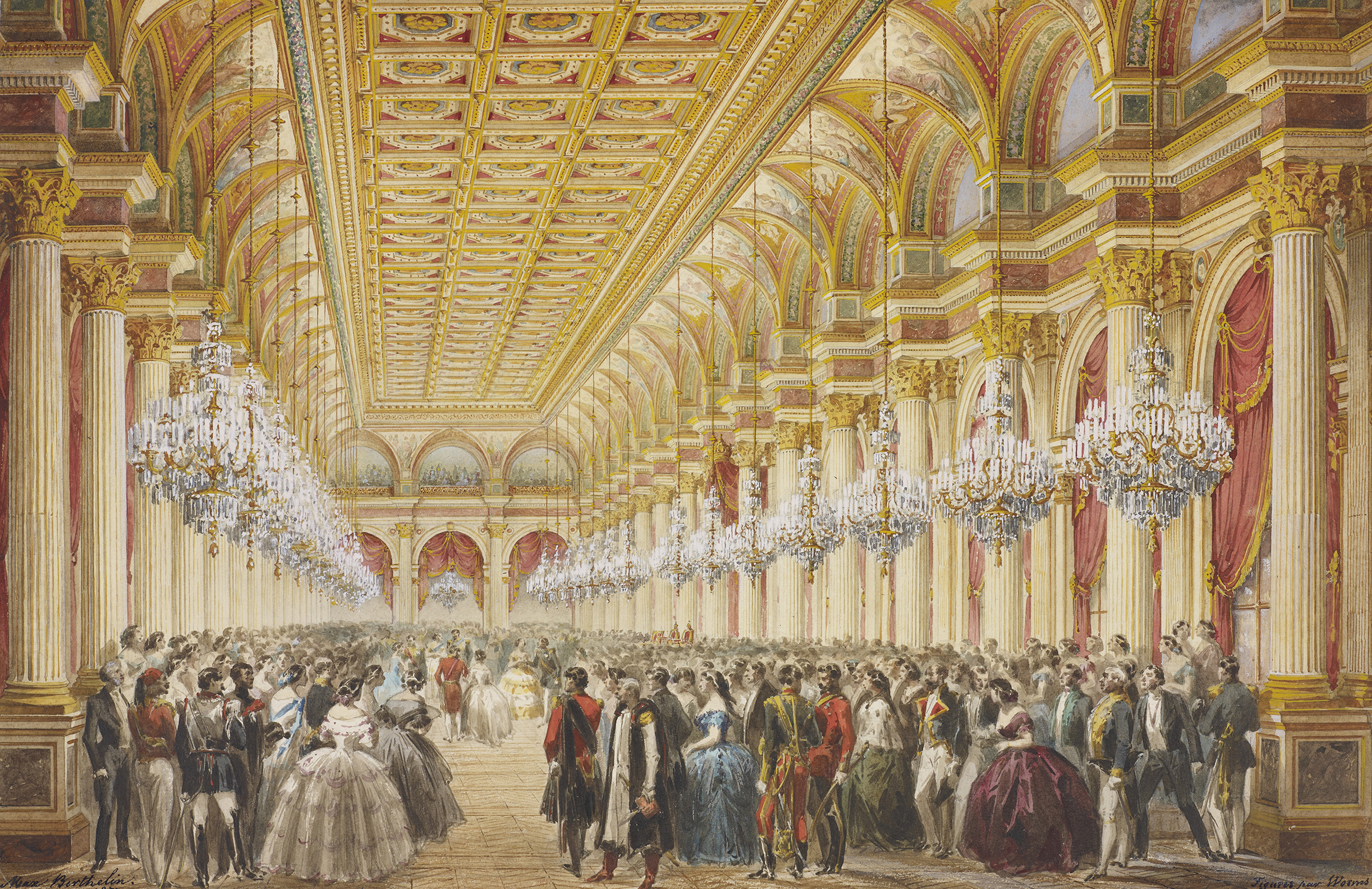
맥스 버틀린의 《1855년 8월 23일 빅토리아 여왕 방문을 기념하는 파리 시청의 연회실》
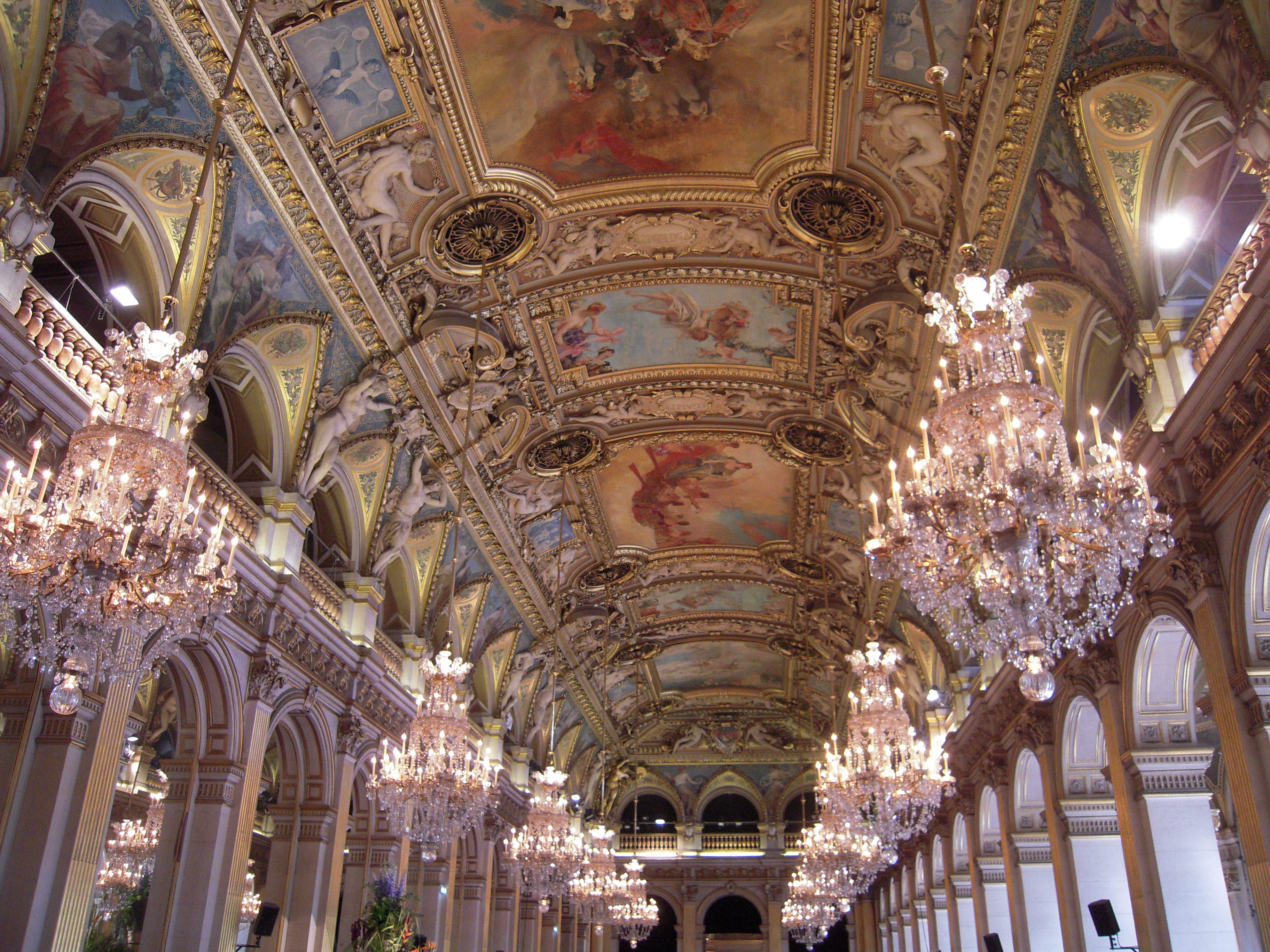
새로 지어진 연회실의 천장
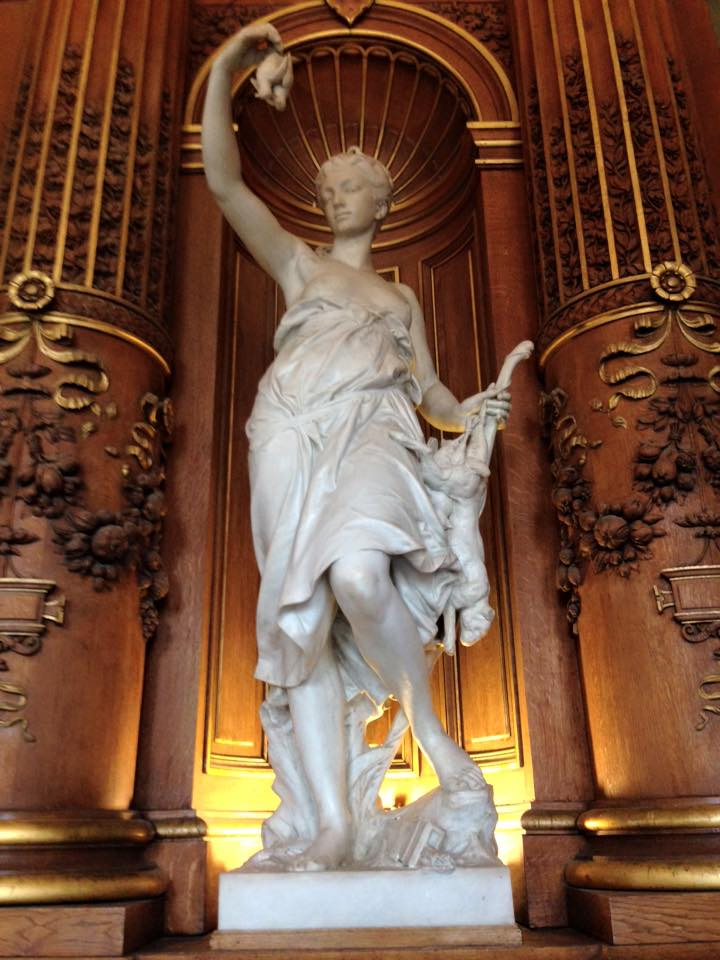
대식당에 설치된 루이에른스트 바리아스의 《사냥》
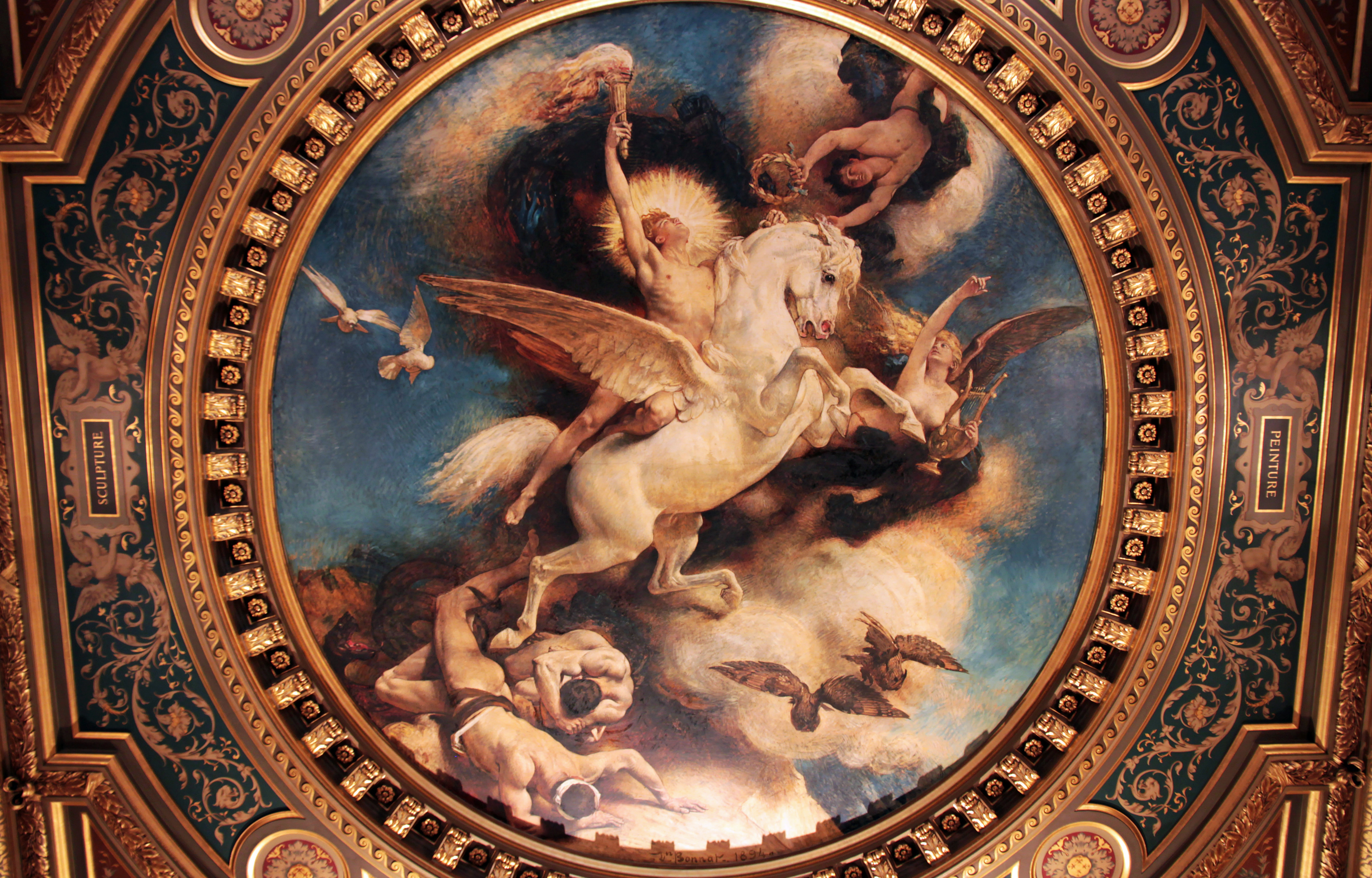
예술의 방에 그려진 레옹 보나의 《예술의 승리》 (1894)
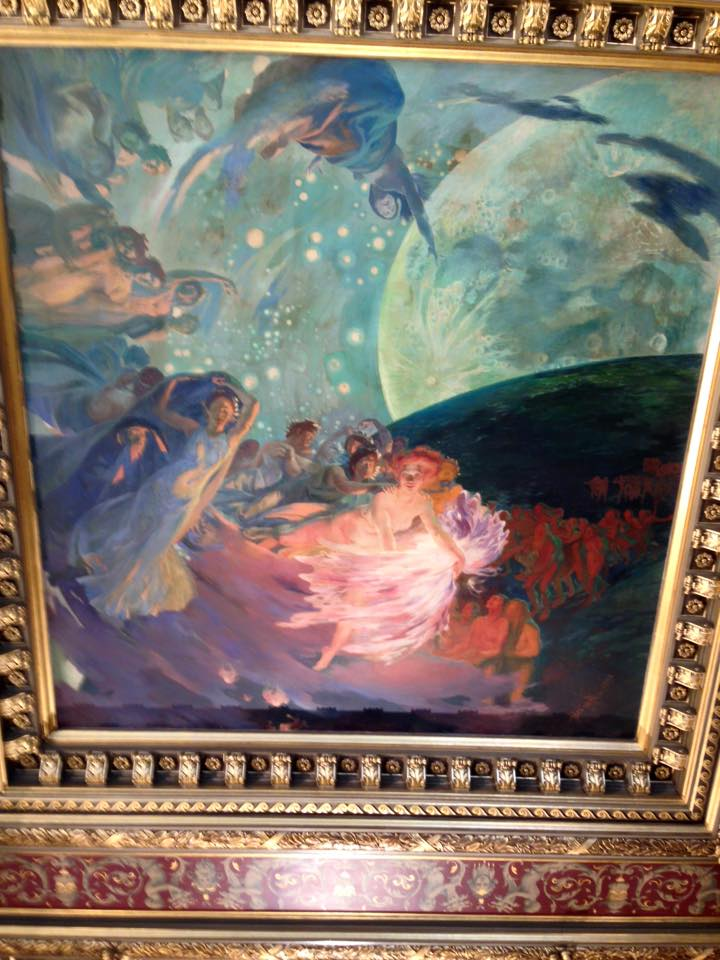
과학의 방에 그려진 알베르 베나르의 《진실, 과학과 함께》
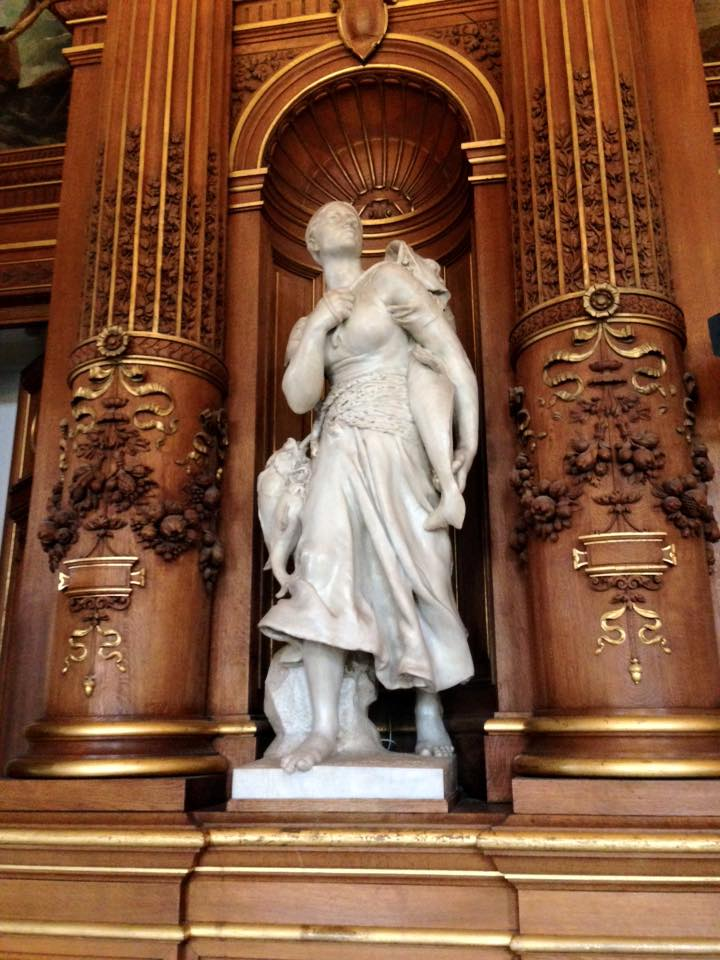
대식당에 설치된 알렉상드르 팔기에르의 《어업》(1880년경)
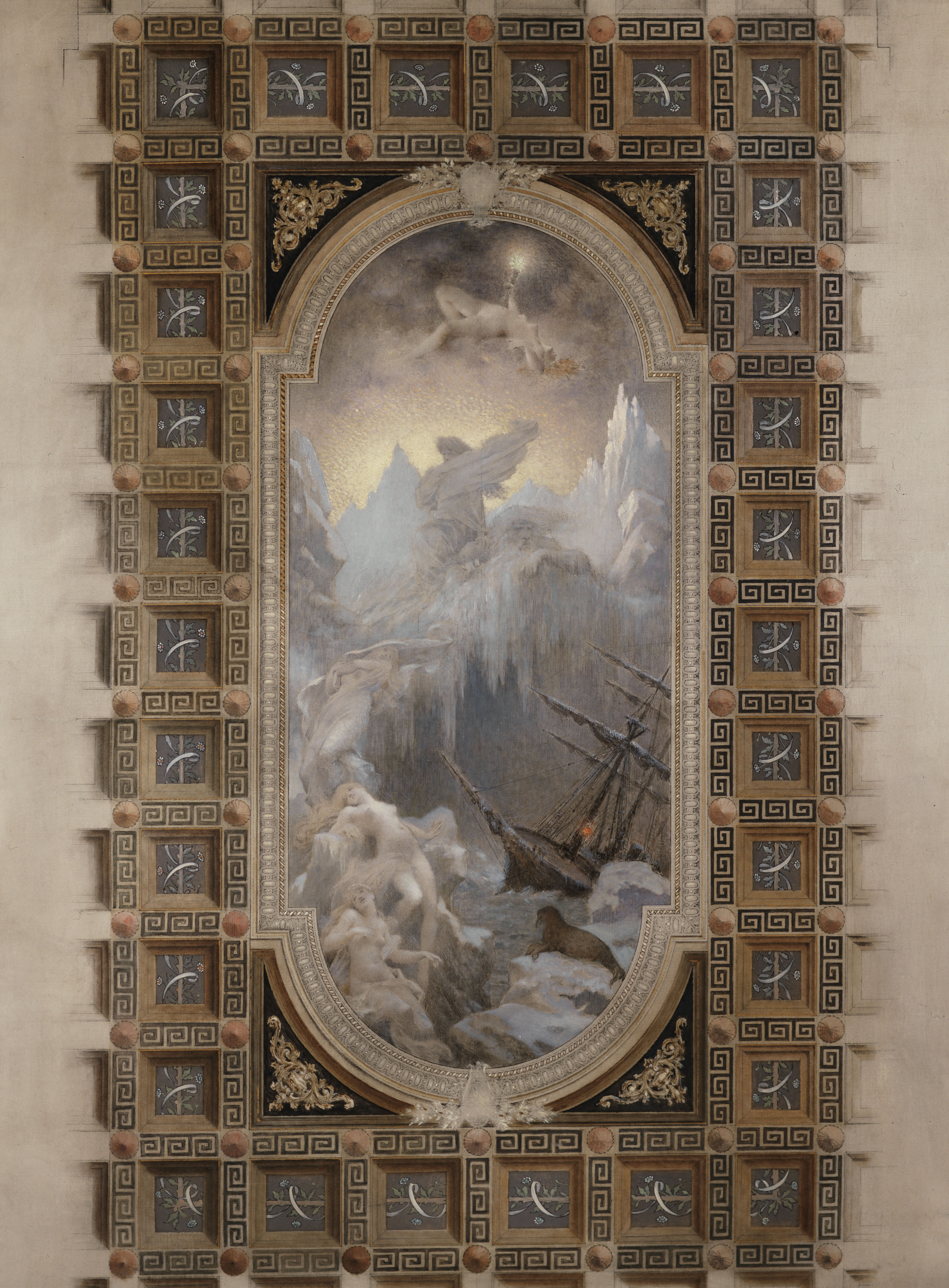
북쪽 출입구 라운지 천장화로 설치된 앙리카미유 당제르의  《북쪽의 오로라》(1892년)
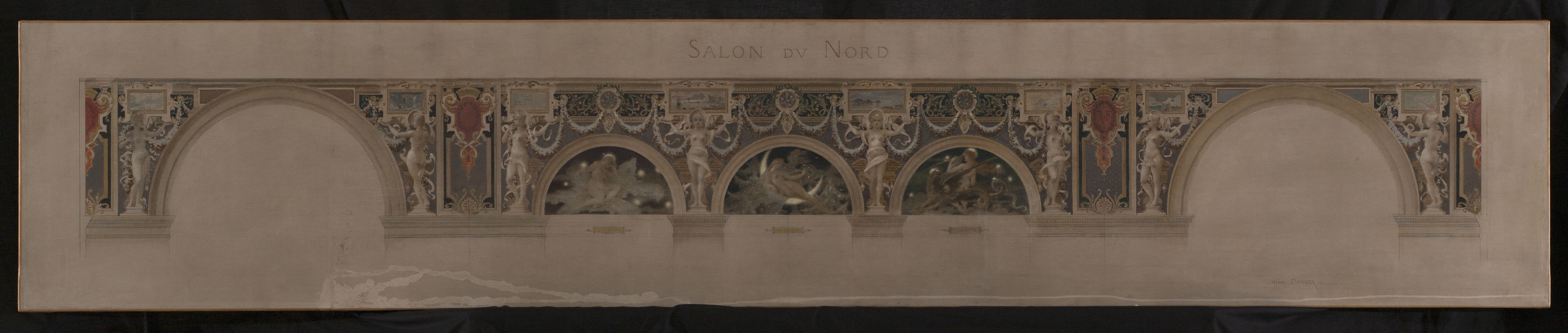
앙리카미유 당제르의 북쪽 출입구 라운지 벽화 《밤과 용》을 위한 스케치

## 같이 보기
- 그레브 광장